# Награда Народне библиотеке Србије за најчитанију књигу године
Награда Народне библиотеке Србије за најчитанију књигу године додељивала се домаћем аутору за књигу из области књижевности, науке или уметности, објављену први пут у Србији за последње три године.

## О награди
Награду је установила Народна библиотека Србије, поводом отварања своје нове зграде 6. априла 1973, на годишњицу немачког бомбардовања Београда у ком је уништена Народна библиотека на Косанчићевом венцу. Награда је први пут је додељена 1974. а последњи пут 2016.
Награда је додељивања за књигу која је у прошлој години према статистици била најчитанија у Мрежи јавних библиотека Србије, на основу извештаја (анкетних листића) више од половине матичних библиотека у Србији, Библиотеке Матице српске, Народне библиотеке Србије и универзитетских библиотека. Награда је могла више пута припасти истом аутору, па су тако некима припала два пута, Слободану Селенићу три, а Љиљани Хабјановић Ђуровић четири пута. Од 2006. до 2015. о додели је према Правилнику из 2005. одлучивао Жири, који је гласао за најбољу књигу са списка најчитанијих, а тада је назив награде преформулисан у: Награда Народне библиотеке Србије за најбољу најчитанију књигу године.
Награда се састојала од Повеље и новчаног износа. Уручење приређивано 6. априла (на Дан библиотеке), а од 2002. 28. фебруара (датум када је 1832. године основана Народна библиотека).

### Укидање награде
Након првобитног укидања правилника из 2005, а према списку најчитанијих књига у библиотекама у Србији, награда је 2017. године (за 2016. годину) требало да припадне Драгану Великићу за роман Иследник. Међутим, након што награда није додељена, убрзо је званично и укинута одлуком Управног одбора Народне библиотеке Србије, који је радио у саставу: Михајло Пантић (председник), Владислав Бајац, Ивана Димић и Љубомир Бранковић – без петог члана.
Оваква одлука свакако је штетна, нарочито ако се узме у обзир списак досадашњих добитника награде. Као један од лауреата и као човек који је радио у Народној библиотеци свестан сам проблема са којима се сучељавала та награда, али је она била само показатељ општих проблема у библиотекарству и култури, па њено укидање нимало не поправља стање у овој области већ, једноставно, само укида један инструмент који је то показивао.— Александар Гаталица, Најбоља књига напречац укинута! (23. 2. 2017)

## Добитници
Награду су добили следећи аутори:

#### Од 1974. до 1980.
- 1974 — Милош Црњански, за књигу Роман о Лондону.
- 1975 — награда није додељена
- 1976 — Михаило Лалић, за књигу Ратна срећа.
- 1977 — Миодраг Булатовић, за књигу Људи с четири прста.
- 1978 — Александар Тишма, за књигу Употреба човека.
- 1979 — Добрило Ненадић, за књигу Доротеј.
- 1980 — Мирко Ковач, за књигу Врата од утробе.

#### Од 1981. до 1990.
- 1981 — Саша Божовић, за књигу Теби моја Долорес.
- 1982 — Слободан Селенић, за књигу Пријатељи.
- 1983 — награда није додељена
- 1984 — Меша Селимовић, за књигу Круг.
- 1985 — Драгослав Михаиловић, за књигу Чизмаши.
- 1986–1989 — награда није додељивана
- 1990 — Милорад Павић, за књигу Предео сликан чајем.

#### Од 1991. до 2000.
- 1991 — Добрица Ћосић, за књигу Верник.
- 1992 — Светлана Велмар Јанковић, за књигу Лагум.
- 1993 — Момо Капор и Зуко Џумхур, за књигу Зелена чоја Монтенегра.
- 1994 — Дејан Медаковић, за књигу Ефемерис 1, 2, 3
- 1995 — Слободан Селенић, за књигу Убиство с предумишљајем.
- 1996 — Слободан Селенић, за књигу Убиство с предумишљајем.
- 1997 — Добрица Ћосић, за књигу Време власти.
- 1998 — Давид Албахари, за књигу Мамац.
- 1999 — Љиљана Хабјановић Ђуровић, за књигу Женски родослов.
- 2000 — Добрило Ненадић, за књигу Деспот и жртва.

#### Од 2001. до 2010.
- 2001 — Љиљана Хабјановић Ђуровић, за књигу Пауново перо.
- 2002 — Горан Петровић, за књигу Ситничарница код „Срећне руке“.
- 2003 — Зоран Ћирић, за књигу Хобо.
- 2004 — Љиљана Хабјановић Ђуровић, за књигу Игра анђела.
- 2005 — Љиљана Хабјановић Ђуровић, за књигу Игра анђела.
- 2006 — Владимир Тасић, за књигу Киша и хартија.
- 2007 — Вида Огњеновић, за књигу Прељубници.
- 2008 — Срђан Ваљаревић, за књигу Комо.
- 2009 — Светислав Басара, за књигу Успон и пад Паркинсонове болести.
- 2010 — Владимир Пиштало, за књигу Тесла, портрет међу маскама.

#### Од 2011. до 2020.
- 2011 — Владимир Арсенијевић, за књигу Предатор.
- 2012 — Светислав Басара, за књигу Mein Kampf.
- 2013 — Слободан Тишма, за књигу Бернардијева соба.
- 2014 — Александар Гаталица, за књигу Велики рат.
- 2015 — Горан Гоцић, за књигу Таи.
- 2016 — Филип Давид, за књигу Кућа сећања и заборава.